# 요한 페터 에커만

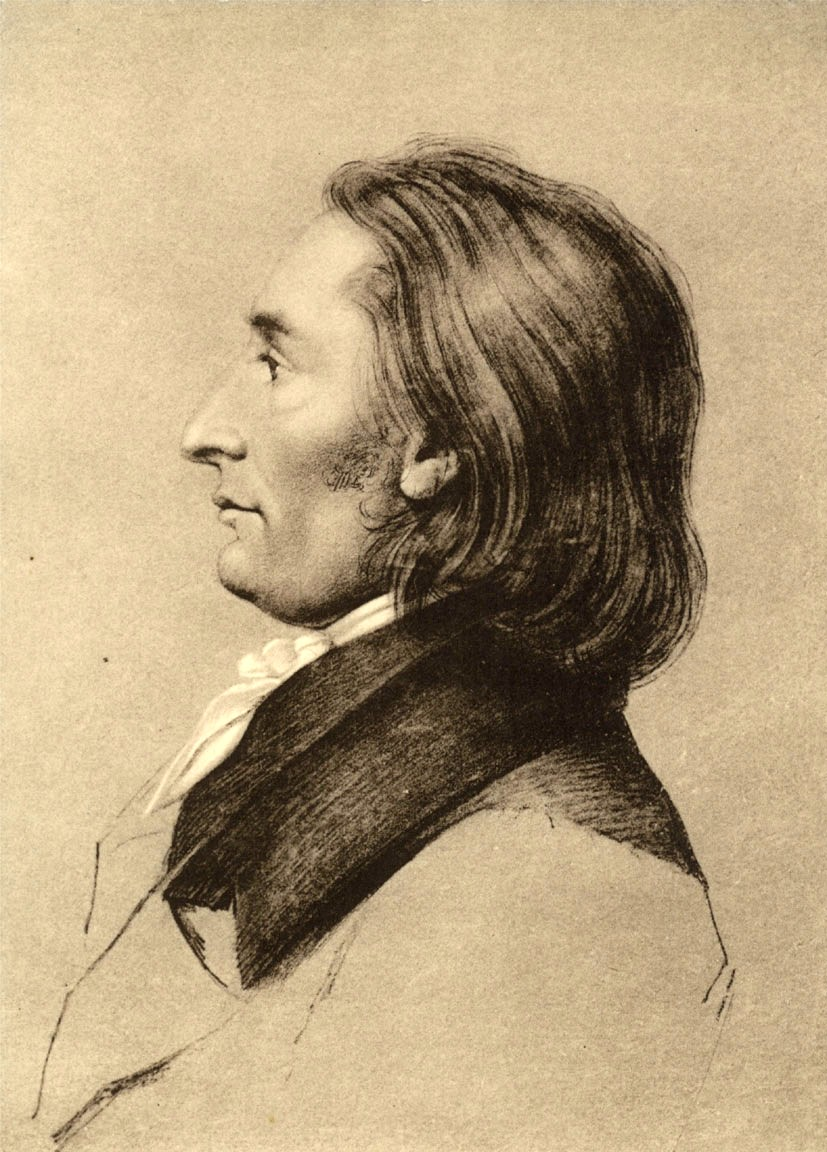

요한 페터 에커만(Johann Peter Eckermann, 1792년 9월 21일 ~ 1854년 12월 4일)은 독일의 시인이자 작가이다. 요한 볼프강 폰 괴테의 생애 중 후반에 괴테의 비서로 있었다.
나폴레옹 전쟁에 자발적으로 참전했다. 1854년에 62세의 나이로 사망했다.